# Austrolebias accorsii
Austrolebias accorsii es una especie de pez ciprinodontiforme anual integrante del género de rivulinos sudamericanos Austrolebias. Habita en el centro-oeste de América del Sur.

## Taxonomía
Fue descrita originalmente en el año 2015 por los ictiólogos Dalton Tavares Bressane Nielsen y Didier Pillet.
La especie pertenece al grupo de especies “Austrolebias bellottii”.
Etimología
Etimológicamente el término específico accorsi es un epónimo que refiere al apellido de la persona a quien fue dedicada, Bruno Accorsi.
Holotipo
El ejemplar holotipo designado es el catalogado como: ZUEC 10792, un macho adulto el cual midió 37,7 mm.

## Características
Austrolebias accorsii se diferencia de todas las demás especies del grupo de especies “Austrolebias bellottii” por presentar un patrón cromático único tanto en machos como en hembras. Ambos sexos poseen un cuerpo alto, con una cabeza claramente distinguible del cuerpo, en especial en los machos.
Macho
Austrolebias accorsii posee machos de tonalidad general gris celeste pálido, siendo dorsalmente más grises. Una raya negra le cruza el ojo. Se distinguen de los otros machos del grupo por no presentar puntos o manchas oscuras en el cuerpo (frente a un rasgo siempre presente en los otros) y por presentar el origen de la aleta anal entre las espinas neurales del número 13 a la 14 (frente a entre la número 5 a la 11 en las otras especies).
Hembra
Austrolebias accorsii posee hembras de tonalidad general pardo-claro a amarillenta. Se distinguen de las otras hembras del grupo por tener 31 a 32 radios en la aleta anal (frente a 23 a 30) y por exhibir un patrón de coloración propio: no posee las características barras de las hembras de las otras especies; en los lados del cuerpo, específicamente en la parte anterocentral de los flancos, sobre un fondo pardo-amarillento se observan  por lo general de 1 a 3 puntos negros rodeados de espacios de color verde-metálico (en las otras especies abundan las barras y entre 1 y 16 puntos negros en la parte anterocentral del flanco, y no muestran manchas verde-metálico); y parte posterior del cuerpo hasta el pedúnculo caudal salpicado al azar de puntos negros de distinto tamaño y cantidad (en las otras el caudal pedúnculo carece de puntos negros).

## Distribución
Austrolebias accorsii es endémica del oeste del departamento de Santa Cruz, en el centro-sur de Bolivia, habitando en la alta cuenca del río Grande o río Guapay, el que a su vez es uno de los principales afluentes del río Mamoré Superior, uno de los colectores de la cuenca del Amazonas.
Esta es la única especie del género Austrolebias que habita en la cuenca del río Amazonas.